# Anders Kempe
Den här sidan handlar om läkaren. För militären och mystikern på 1600-talet, se Anders Pedersson Kempe.

Anders Ernst Ragnar Kempe, född 16 november 1946 i Örnsköldsvik, död 11 april 2015 i  Hemsö församling, Härnösands kommun, var en svensk läkare, som var politiskt aktiv inom Västernorrlands läns landsting. Han var kring millennieskiftet en framträdande person inom lokalpolitiken i Västernorrlands län där han var en av de två grundarna till Sjukvårdspartiet Västernorrland och inom näringslivet där han startade ett färjerederi för framför allt godstransporter över Norra Kvarken. Inom sjukvården var Kempe verksam på nationell nivå avseende diabetesvården.

## Politik
Kempe grundade före valet 1994 i Härnösand Sjukvårdspartiet Västernorrland tillsammans med kollegan Lars Olof Hemmingsson med primära målet att förhindra avvecklingen av Härnösands sjukhus. Partiet utvecklades sedan som ett alternativ för dem som ville agera politiskt utan att bli förknippade med den blockuppdelning som då länge rått i svensk politik, formulerat med devisen “Ett ovanligt parti för vanliga människor”. Kempe var från partiets grundande dess ordförande och något av galjonsfigur och efter valet landstingsledamot tillsammans med sju andra partimedlemmar, så de blev det näst största partiet i landstinget. Under Kempes ledning vidgades perspektivet till att omfatta hela landstinget med vikt på decentraliserad sjukvård nära patienterna inklusive bevarandet av alla tre sjukhusen i Ångermanland.
Efter första mandatperioden utsågs Kempe till oppositionslandstingsråd i landstingsstyrelsen, vilket han var fram till 2006 då han lämnade politiken. Under samma tid var han även invald i Härnösands kommunfullmäktige och upprätthöll samtidigt 40% aktiv överläkartjänst. Skälen för att lämna politiken angav Kempe till att politiker skulle inte sitta för länge utan det skulle finnas en förnyelse. Därtill var han otålig över hur lång tid allt tog att förändra.

## Färjerederi
År 2000 startade på Kempes initiativ ett färjerederi, Botnia Link AB, för i huvudsak godsfrakt mellan Härnösand och Vasa i Finland efter att Silja Lines färjelinje mellan Sundsvall och Vasa avvecklats. Denna utvidgades snabbt att omfatta traderna Härnösand-Vasa-Umeå och Kaskö-Härnösand, en satsning som slutade i konkurs 2002 på grund av bland annat en för hög kostnadsmassa, en för dålig kapitalbas och en snedvriden konkurrenssituation som inte Kempe och övriga delägare mäktade med.

## Svensk förening för diabetologi
Kempe var under flera år facklig sekreterare i styrelsen för Svensk förening för diabetologi, en sektion inom Svenska Läkaresällskapet. Inom diabetesvården verkade han med målsättningen att patienterna skulle ha nära till kvalificerad vård även i glest befolkade områden som exempelvis i inre delarna av Ångermanland. Han utsågs till hedersledamot i föreningen efter sin avgång ur styrelsen, men han avled före mottagandet av utmärkelsen.

## Biografi
Kempe föddes 1946 och växte upp i Örnsköldsvik och utbildade sig till läkare och som sådan verkade han sedan inom internmedicin i huvudsak vid Härnösands sjukhus. Kempe var mycket djupt engagerad för Härnösand och Ångermanland visavi Sundsvall och Medelpad och samtidigt ganska otålig till sin läggning. Han kom inte överens med sjukvårdsledningen inom Sundsvalls sjukvårdsförvaltning, dit Härnösands sjukhus överförts organisatoriskt så han avslutade tjänsten inom landstinget och fortsatte sedan som läkare utanför landstingets regi tills han avled 2015 i sjukdom. Kempe är begravd på Hemsö kyrkogård.